# Corydon (Iowa)
Corydon ist eine Stadt mit dem Status „City“ und Verwaltungssitz des Wayne County im US-amerikanischen Bundesstaat Iowa.
Im Jahr 2010 hatte Corydon 1585 Einwohner, deren Zahl sich bis 2013 leicht auf 1584 verringerte. Das U.S. Census Bureau hat bei der Volkszählung 2020 eine Einwohnerzahl von 1.526 ermittelt.

## Geographie
Corydon liegt im Süden Iowas, rund 20 km nördlich der Grenze zum Nachbarstaat Missouri. Der die Grenze zu Nebraska bildende Missouri River fließt rund 230 km westlich; rund 170 km östlich bildet der Mississippi die Grenze Iowas zu Illinois.
Die geografischen Koordinaten von Corydon sind 40°45′25″ nördlicher Breite und 93°19′08″ westlicher Länge. Die Stadt erstreckt sich über eine Fläche von 3,6 km² und ist die größte Ortschaft innerhalb der Corydon Township. Ein kleiner Teil des Stadtgebiets erstreckt sich bis in die benachbarte Benton Township.
Nachbarorte von Corydon sind Millerton (11,4 km nördlich), Promise City (14,9 km östlich), Seymour (23,8 km ostsüdöstlich), Powersville in Missouri (25,1 km südlich), Allerton (9,5 km südwestlich), Clio (24,5 km in der gleichen Richtung) und Humeston (26,4 km nordwestlich).
Die nächstgelegenen größeren Städte sind Iowas Hauptstadt Des Moines (115 km nordnordwestlich), Iowa City (244 km nordöstlich), Cedar Rapids (265 km in der gleichen Richtung), die Quad Cities in Iowa und Illinois (304 km ostnordöstlich), Peoria in Illinois (368 km östlich), Illinois’ Hauptstadt Springfield (418 km ostsüdöstlich), St. Louis in Missouri (440 km südöstlich), Kansas City in Missouri (245 km südsüdwestlich), Nebraskas Hauptstadt Lincoln (312 km westlich), Nebraskas größte Stadt Omaha (281 km westnordwestlich) und Sioux City (420 km nordwestlich).

## Verkehr
Im Stadtzentrum von Corydon treffen die Iowa State Highway 2 und 14 zusammen. Alle weiteren Straßen sind untergeordnete Landstraßen, teils unbefestigte Fahrwege sowie innerörtliche Verbindungsstraßen.
Durch Corydon führt eine Eisenbahnlinie für den Frachtverkehr der Union Pacific Railroad (UP).
Mit dem Corydon Airport befindet sich 6,8 km östlich ein kleiner Flugplatz. Der nächste Verkehrsflughafen ist der Des Moines International Airport (112 km nordnordwestlich).

## Geschichte
Als im Jahr 1851 die Verwaltung für das Wayne County eingerichtet werden sollte, fiel die Entscheidung für den Verwaltungssitz auf einen nahe dem geografischen Mittelpunkt gelegenen Platz. Die Siedlung wurde im gleichen Jahr planmäßig angelegt und nach Corydon in Indiana benannt, dem Herkunftsort eines örtlichen Richters. Als selbstständige Kommune wurde Corydon im Jahr 1857 inkorporiert.
Im Jahr 1879 bekam die Stadt erstmals Anschluss an das Eisenbahnnetz. Mehrere Strecken verschiedener Eisenbahngesellschaften führten durch Corydon.

## Bevölkerung
Nach der Volkszählung im Jahr 2010 lebten in Corydon 1585 Menschen in 680 Haushalten. Die Bevölkerungsdichte betrug 440,3 Einwohner pro Quadratkilometer. In den 680 Haushalten lebten statistisch je 2,2 Personen.
Ethnisch betrachtet setzte sich die Bevölkerung zusammen aus 99,0 Prozent Weißen, 0,1 Prozent Afroamerikanern, 0,2 Prozent amerikanischen Ureinwohnern, 0,1 Prozent Asiaten sowie 0,2 Prozent aus anderen ethnischen Gruppen; 0,5 Prozent stammten von zwei oder mehr Ethnien ab. Unabhängig von der ethnischen Zugehörigkeit waren 0,4 Prozent der Bevölkerung spanischer oder lateinamerikanischer Abstammung.
20,6 Prozent der Bevölkerung waren unter 18 Jahre alt, 51,7 Prozent waren zwischen 18 und 64 und 27,7 Prozent waren 65 Jahre oder älter. 54,1 Prozent der Bevölkerung waren weiblich.
Das mittlere jährliche Einkommen eines Haushalts lag bei 36.875 USD. Das Pro-Kopf-Einkommen betrug 25.000 USD. 11,9 Prozent der Einwohner lebten unterhalb der Armutsgrenze.

## Bekannte Bewohner
- Hiram Kinsman Evans (1863–1941) – republikanischer Abgeordneter des US-Repräsentantenhauses (1923–1925) – lebte lange in Corydon und ist hier beigesetzt
- Karl M. Le Compte (1887–1972) – republikanischer Abgeordneter des US-Repräsentantenhauses (1939–1959) – geboren und aufgewachsen sowie beigesetzt in Corydon